# Deule
El Deule és un riu del Flandes francès a França. Neix de la confluència dels Carency i Sant-Nazaire al municipi de Souchez. Llevat del curs superior que es diu també Souchez, avall de Lens ja des de l'Edat mitjana va ser canalitzat, i no roman gairebé res del seu llit natural. Desemboca a Deulemonde al Leie, a la fontera belga. Deulemonde és un mot compost de «Deule» i el sufix neerlandès «-monde» que significa "desembocadura". Va ser francesitzat en Deûlémont després de l'annexió d'algunes parts del comtat de Flandes al segle xvii.

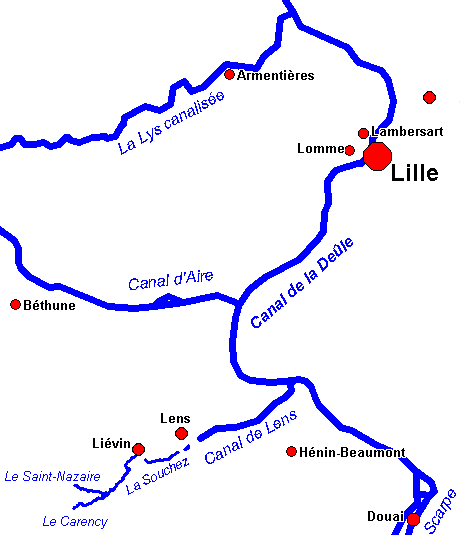
La conca del Deule

La part entre Lens i Courrières es diu Canal de Lens. Entre Courrières i Douai s'ha construït al segle xvii un canal que el connecta amb l'Scarpe. Aquesta secció forma part de l'eix de transport fluvial Duinkerke-Escalda de categoria V per a vaixells o aplecs de barcasses empeses de fins a 3000 tones. La part de Courrières cap a la desembocadura al Leie és de categoria IV (fins 1350 tones). Com a eix de transport, a l'Edat mitjana va tenir un paper important per al desenvolupament de la ciutat de Lilla. El riu hi era poc profund i les mercaderies s'hi havien de transportar per terra entre dues seccions navegables. Al segle xix va ser el bressol del port interior i d'una xarxa de vies navegables. Es va crear una desviació i el curs urbà del riu hi va ser terraplenat o entubat.

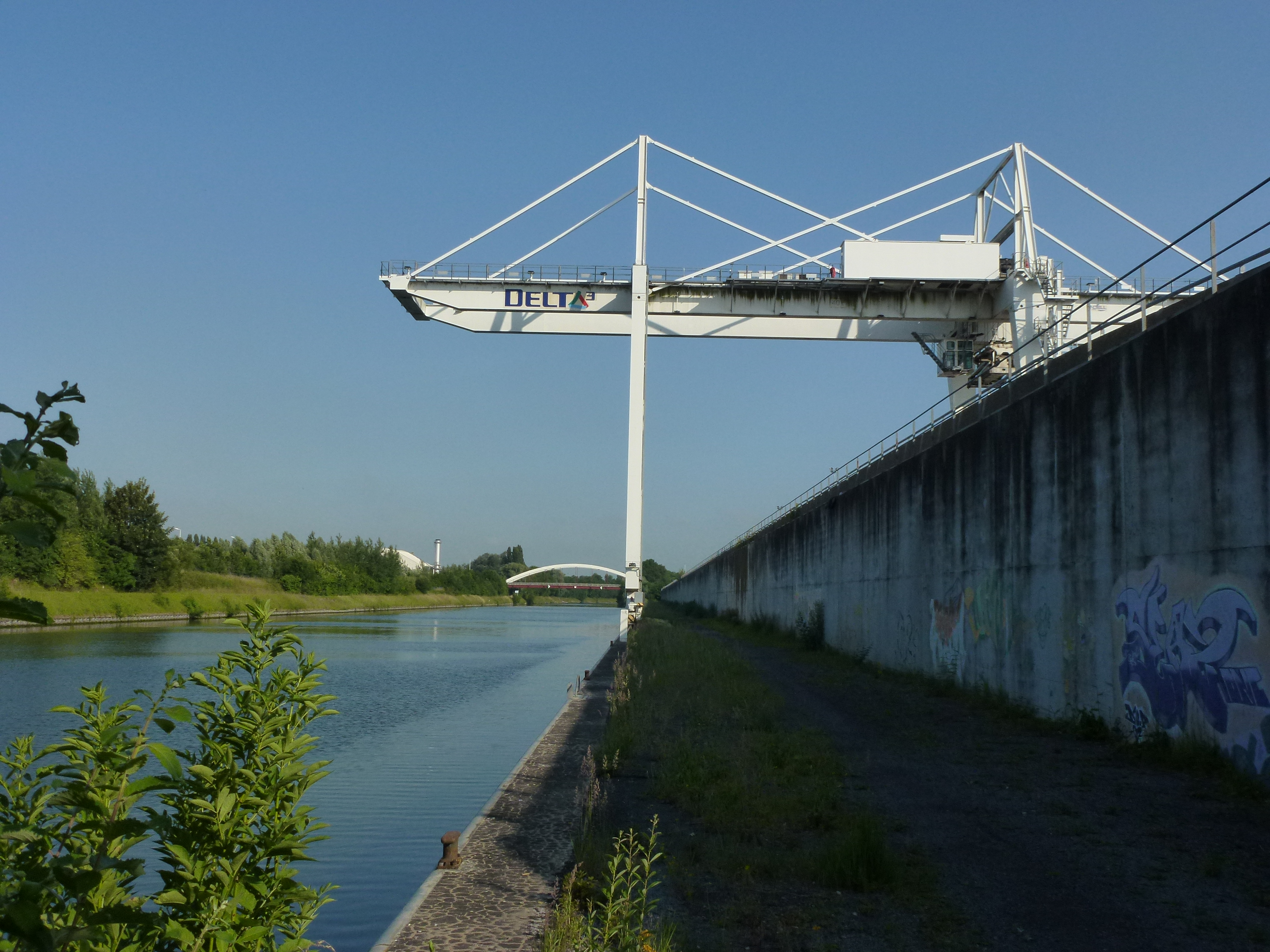
Port fluvial a Dourges

Després de la Segona Guerra Mundial, el Deule canalitzat va perdre el seu paper econòmic per la concurrència del transport per carretera. Del 1993 ençà es va decidir de revalorar aquesta xarxa i augmentar-ne la capacitat i afegir-lo a la xarxa transeuropea de vies navegables en el projecte Sena-Nord. El projecte es va aturar el 2012 per la crisi, fins que el govern francès el 2017 el va tornar a activar.